# Kinokawa
Kinokawa (紀の川市?, Kinokawa-shi) è una città giapponese della prefettura di Wakayama.